# Danske Studier
Danske Studier er et dansk tidsskrift for dansk sprog, litteratur og folkeminder. Tidsskriftet udkom første gang i 1904.
Tidsskriftet afløste Dania: Tidsskrift for Folkemaal og Folkeminder, som var blevet udgivet fra 1890 til 1903.
Tidsskriftets artikelfelt har gennem tiderne omfattet blandt andet artikler om runeindskrifter, stednavne, personnavne, sagnkonger og befolkningsgrupper fra jernalderen overleverede i antikke etnografiske fremstillinger, litteraturforskning, folkeminder, overtro, folkesagn, folkeviser, rim og remser, etnologi med mere.
Tidsskriftets udgivere var Marius Kristensen og Axel Olrik, så Gunnar Knudsen og Marius Kristensen, Gunnar Knudsen og Ejnar Thomsen, senere Aage Hansen og Ejnar Thomsen, der efter Aage Hansen og Erik Dal, Erik Dal og Iver Kjær, Iver Kjær og Flemming Lundgreen-Nielsen, Merete K. Jørgensen og Henrik Blicher.
I september 2021 begyndte tidsskriftet at blive tilgængelig fra tidsskrift.dk, dog først kun med 2020-nummeret.